# J. R. Monterose
J. R. Monterose (eigentlich Frank Anthony Vincent Monterose, Jr.; * 19. Januar 1927 in Detroit; † 26. September 1993 in Utica, New York) war ein US-amerikanischer Jazzmusiker (Tenorsaxophonist und Sopransaxophonist).

## Leben und Wirken
Monterose wurde in Detroit geboren und wuchs in Utica (New York) auf. Er lernte zunächst Klarinette; wechselte dann, beeindruckt von Coleman Hawkins’ und Chu Berrys Spiel, zum Tenorsaxophon. Später verarbeitete er Einflüsse von Sonny Rollins, Sonny Stitt und Charlie Parker. 1948/49 arbeitete Monterose mit einheimischen Bands um Utica und Syracuse; 1950 nahm er an einer Tournee nach Kalifornien mit der Band von Henry Busse teil. Zurück in Utica spielte er wieder mit ortsansässigen Musikern, bevor er in Buddy Richs Big Band einstieg (1952) und danach im Orchester von Claude Thornhill spielte (1954), bis ihn die Beschränkungen der Big-Band-Arbeit zu sehr einengten. 1955 spielte Monterose mit Dan Terry und Teddy Charles, und arbeitete im New Yorker Jazzclub Nut Club im Greenwich Village. 1956 spielte Monterose mit Kenny Dorham, im gleichen Jahr wirkte er an der Aufnahme von Pithecanthropus Erectus von Charles Mingus mit. 1956 hatte er auch seine erste Gelegenheit, mit eigener Formation Aufnahmen für das Jazzlabel Blue Note Records zu machen; daran nahmen Ira Sullivan, Horace Silver, Wilbur Ware und Philly Joe Jones teil. Trotz dieses Debüterfolges und einiger beachtenswerten Aufnahmen in den späten 1950er und frühen 1960er Jahren, gelang es Monterose nie, als Bandleader zu reüssieren. Er nahm auch mit George Wallington, mit Oscar Pettiford, mit der Sängerin Sue Childs, mit dem Vokalisten Carmelito Esposito und mit dem belgischen Bassisten Freddie Deronde auf.
J. R. Monterose ist nicht zu verwechseln mit dem Jazzmusiker Jack Montrose („West Coast Jack“).

## Auswahl-Diskographie
Als Leader
- J. R. Monterose (Blue Note, 1956)
- The Message (Jaro, 1959); auch unter dem Titel Straight Ahead erschienen (Xanadu Records, 1976)
- Live At The Tender Trap, 1963,  (Fresh Sound, 1993) mit Al Jarreau[2]
- Body And Soul (Munich, 1970)
- … And A Little Pleasure (Uptown, 1981) mit Tommy Flanagan
- T. T. T. (Storyville, 1988)

Als Sideman
- Teddy Charles: Evolution, 1953–1955, (Prestige, 1955)
- Kenny Dorham: Kenny Dorham And The Jazz Prophets, Vol. 1 (ABC-Paramount, 1956),  ’Round About Midnight At The Cafe Bohemia (Blue Note, 1956)
- René Thomas: Guitar Groove (Jazzland, 1960)